# Tabi
Tabi é uma comuna angolana. Pertence ao município do Ambriz, na província do Bengo.